# Mount Campion
Mount Campion är ett berg i Kanada.   Det ligger i provinsen Alberta, i den centrala delen av landet, 3 200 km väster om huvudstaden Ottawa. Toppen på Mount Campion är 2 194 meter över havet.
Terrängen runt Mount Campion är huvudsakligen kuperad. Trakten runt Mount Campion är nära nog obefolkad, med mindre än två invånare per kvadratkilometer.. Det finns inga samhällen i närheten.
I omgivningarna runt Mount Campion växer i huvudsak barrskog.